# Занчевський Іван Михайлович
Іван Михайлович Занчевський (4(16) січня 1861, Одеса — 15 липня 1928, Одеса) — математик, започаткував векторний та геометричний методи у механіці; вчитель математики Одеської жіночої гімназії (1883—1884), ординарний професор Новоросійського університету (з 1896 р.), статський радник (1896), секретар (1897—1900), декан (з 29.12.1904 р.; травень 1917 р. — листопад 1917 р.) фізико-математичного факультету Новоросійського університету, ректор Імператорського Новоросійського університету (сучасний Одеський національний університет імені І. І. Мечникова) (1905—1907; 1917—1918), зав. кабінетом механіки Фізико-математичного інституту (1920—1921), професор Одеського політехнічного інституту (1921—1922); доктор прикладної математики (1891), професор; ордени: св. Володимира IV ст., св. Станіслава ІІ ст., св. Анни ІІІ ст.

## Біографія
Народився 4 січня 1861 р. в Одесі в сім'ї військовослужбовця. Вищу освіту отримав у Імператорському Новоросійському університеті на фізико-математичному факультеті, що закінчив у 1883 р. із золотою медаллю за працю «Кинетическая теория сложных циркулей». По закінченню факультету був залишений в університеті для підготовки до професорського звання.
З 1 грудня 1883 р. по 25 серпня 1884 р. працював вчителем математики Одеської жіночої гімназії. З 3 січня 1886 р. до 1 грудня 1887 р. перебував у науковому відрядженні в Парижі та Берліні.
22 грудня 1887 р. був зарахований приват-доцентом Новоросійського університету, де викладав механіку. 12 жовтня 1889 р. захистив дисертацію на здобуття ступеня магістра механіки за темою: «Теория винтов и приложение ее к механике». 31 травня 1891 р. отримав ступінь доктора прикладної математики після захисту дисертації «Геометрические места в теории осей вращения».
З 29 січня 1892 р. І. Занчевський призначений екстраординарним професором по кафедрі механіки Імператорського Новоросійського університету, а з 1 січня 1896 р. — ординарним професором. За вислугу років 12 січня 1896 р. став статським радником. З 14 лютого 1897 р. до 9 жовтня 1900 р. — секретар фізико-математичного факультету Новоросійського університету.
І. Занчевський брав активну участь у роботі Х, ХІ з'їздів природознавців і лікарів (1891, Київ; 1901, Санкт-Петербург), де керував дискусіями з питань методики викладання математики. Радою Одеського відділення Імператорського Російського технічного товариства 19 червня 1901 р. був обраний почесним попечителем школи десятників і заступником голови постійної комісії з технічної освіти, а з 20 грудня 1904 р. по 1907 р. став її головою.
29 грудня 1904 р. І. Занчевський був призначений деканом фізико-математичного факультету, а з 9 вересня 1905 р. — ректором Новоросійського університету. В період революції 1905—1907 рр. виступав проти держави, внаслідок чого проти нього було порушено судову справу та 27 липня 1907 р. звільнено з посади ректора. На два роки затягнулося слідство, під час ведення якого загубилися речові докази. Це полегшило захист, І. Занчевському вдалося уникнути ув'язнення. В 1909 р. суд прирік його до виключення зі служби. З 1909 р. до 1916 р. І. Занчевський переїхав до Санкт-Петербургу, де працював у банку, потім переїхав до Києва.
З квітня 1917 р. працював у Новоросійському університеті, з травня — професор кафедри теоретичної і практичної механіки та декан фізико-математичного факультету, з листопада 1917 р. до лютого 1918 р. — ректор Імператорського Новоросійського університету, з 1917—1920 рр. — зав. кабінетом механіки та зав. механічної майстерні Новоросійського університету. Після ліквідації університету працював професором та зав. кабінетом механіки в Фізико-математичному інституті (1920—1921 рр.). З 1921 р. — голова предметної комісії з математики і механіки Одеського інституту народної освіти, одночасно  в 1921—1922 рр. — професор кафедри теоретичної механіки в Одеському політехнічному інституті.
Помер 15 липня 1928 р. в Одесі.

## Наукова діяльність
І. Занчевський належав до своєрідної Одеської школи механіків, яку заснував В. М. Лігін. Основні наукові досягнення були присвячені теорії гвинтів і векторів та її застосуванню в механіці. Одним із перших в Росії він розпочав вводити векторні методи та теорію гвинтів у практику викладання в університеті. Теорію гвинтів і теорію лінійних комплексів науковець застосовував також до геометричного дослідження розподілу центральних осей сил і осей обертання в своїй докторській дисертації, яка була розвитком геометричного напрямку в дослідженні теорії удару, започаткованого працями М. Є. Жуковського та Ж. Г. Дарбу.

## Наукові публікації
- Теория винтов и приложение ее к механике / И. М. Занчевский. — Одесса: тип. Шульце, 1889. — 131 с.
- Теоретическая механика / И. М. Занчевский. — Одесса, 1889. — 256 с.
- Геометрические места в теории осей вращения / И. М. Занчевский. — Одесса: тип. Шульце, 1891. — Вып. 1. — 82 с.

## Родина
- Син: Занчевський Олександр Іванович - історик